# Ayyoub Bouaddi
Ayyoub Bouaddi (Senlis, 2 oktober 2007) is een Frans-Marokkaans voetballer die bij voorkeur als centrale middenvelder speelt. Hij stroomde in 2024 door uit de jeugd van Lille OSC.

## Clubcarrière
In augustus 2023 tekende Bouaddi zijn eerste profcontract. Op 5 oktober 2023 speelde hij zijn eerste wedstrijd voor Lille OSC in de UEFA Europa Conference League tegen KÍ Klaksvík. Op 22 oktober 2023 debuteerde hij in de Ligue 1 tegen Stade Brestois. Hij was toen 16 jaar en 20 dagen oud en de jongste speler in de Ligue 1 ooit.